# سمیمارو

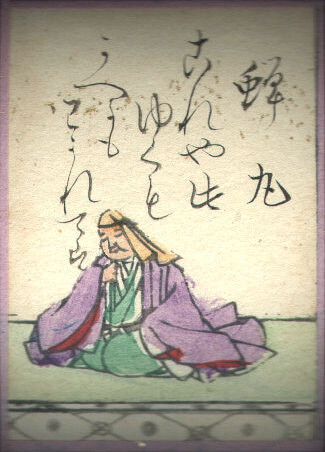
سمیمارو

سمیمارو (به انگلیسی: 蝉丸 Semimaru) یک شاعر و موسیقی دان در دوره هی‌آن و پسر امپراتور دایگو بود.